# Redator S1 MP3
Redatoarele MP3 S1 sunt un tip de playere audio digitale bazate pe mai multe tipuri diferite de chipset-uri. Cele mai populare includ chipset-uri Actions și ALi . Acestea sunt vândute sub diferite brand-uri și design al carcasei diferit. Aceste redatoare erau foarte răspândite în jurul anilor 2005, dar au fost înlocuite de modele mai avansate. 

## Capabilități
- Suportă formatele audio MP1, MP2, MP3 și WMA
- Suport WMA DRM pentru un număr mic de modele
- Suportul Ogg Vorbis este prezent pe un număr mic de modele, dar implementarea acestuia este ineficientă, adeseori cosumând bateria mai repede, iar volumul este mai redus.
- Funcționează ca o unitate flash USB când este conectat la un computer și funcționează fără să existe o baterie în acesta.
- Capacități de memorie între 64 MB și 2 GB. Unele versiuni de capacitate mai mare, mai mare de 2 GB pot avea un cip de memorie flash mai mic, cu un tabel master FAT editat sau hardware modificat, care să pară cu o capacitate mai mare decât este într-adevăr prin scrierea pe sectoarele anterioare. [1]
- Aproximativ 8 ore de viață a bateriei pe modele care folosesc o baterie AAA (alcalină sau NiMH ).     Alții au o baterie reîncărcabilă care se încarcă prin conexiune USB. Mulți se opresc automat atunci când sunt inactivi chiar și 30 de secunde. Durata încărcării variază mult între modurile de redare și înregistrare.

### Specificații comune
Informațiile de mai jos variază în funcție de chipset-ul din dispozitiv și producător.
- DSP pe 24 de biți cu DSU integrat
- Procesor bazat pe nucleul Z80 pe 8 biți [2] cu DSU integrat (rulează la 24.576   MHz (TYP), până la 60 MHz - controlat de software)
- USB 2.0 Full speed (nu Hi-Speed), cu rate de transfer de până la 8 Mbit/s sau 1 MB/s
- Gama de frecvență: 20 Hz până la 20 kHz
- Impedanța căștilor de 32 Ω (încă nu a fost testată)
- Putere de ieșire: 5 mW × 5 mW (16 Ω) (încă nu a fost testat)
- S/N (raport semnal / zgomot) în jur de 70 dB [citat până la 85 dB de către unii furnizori, cunoscut a fi mai zgomotos la volume mici]
- Radio FM (depinde de prezența cipului radio Philips TEA5756; acest cip este capabil de recepționarea frecvențelor din banda US și japoneză).
- Presetări prestabilite pentru egalizarea grafică
- Înregistrare prin microfon încorporat sau radio FM în format ADAVM WAV, ACT sau VOR și capacitatea de a reda aceste fișiere local sau prin Windows Media Player atunci când este conectat ca dispozitiv MSC .
- Vizualizarea unei agende simple [3]
- Afișare etichete ID3
- Redarea versurilor din fișiere cu extensia .lrc [4]

### Software-ul
- Acceptă majoritatea sistemelor de operare care au suport pentru stocare USB în Masă .
- Program de actualizare a firmware-ului pentru Windows.
- Personalizarea logo-ului prin intermediul software-ului în limbă chineză sau a hack-urilor firmware-ului.

### Hardware
- Memorie flash NAND Hynix sau Samsung
- Chip tuner FM cu consum mic de energie Philips TEA5756.
- Chipset ATJ2085 sau ATJ2035L ce incorporează procesorul, DAC, RAM și ROM
- Unele modele mai noi au un slot pentru carduri SD/MMC compatibile cu capacități de la 32 MB la 4 GB.

## Modele
Există, de asemenea, mai multe modele care nu poartă nici un nume de marcă sau număr de model pe dispozitiv sau pe ambalaj și câteva vândute sub mărci comerciale contrafăcute, cum ar fi Sony, Samsung, iPod și altele care folosesc aceeași ortografie pe numele lor de marcă, dar cu stilul font-ului diferit, cu efect invers pentru mărcile consacrate care oferă produse similare sau fără legătură. 

## Utilități software
Utilitățile disponibile pentru Microsoft Windows includ un convertor de fișiere ACT la WAV (pentru fișierele înregistrate pe dispozitiv), un editor pentru funcția de agendă a dispozitivului și driverele de dispozitiv, deobicei incluse pe un CD-ROM mic în pachet. 
Există, de asemenea, instrumente dezvoltate de către persoane individuale sub licența Open-Source, cum ar fi s1res sau s1clone  care permit utilizatorului să își modifice dispozitivul schimbând imaginile și textele afișate pe ecran. Folosind decompilatoare, este posibilă modificarea funcțiilor dispozitivului, pași descriși pe pagina wiki s1mp3.org . 

## Probleme de actualizare a firmware-ului
Firmware-urile folosite în aceste redatoare diferă, chiar dacă carcasele arată identic. Problemele au apărut pe măsură ce consumatorii au încercat să actualizeze dispozitivul folosind un firmware incompatibil cu un număr mai mare de versiune. Acest lucru poate deteriora redatorul aproape permanent. Cu toate acestea, un redator „mort” poate fi uneori recuperat prin deschiderea acestuia, scurtarea unor pini și încărcarea unui firmware complet de pe computer. 
Ghiduri privind recuperarea jucătorilor au fost disponibile pe un site web neoficial s1mp3.org, care este offline din 2019, dar există un alt site web s1mp3.22web.org care a încărcat informațiile, software-ul și firmware-ul pentru aceste dispozitive.